# Peristylus lancifolius
Peristylus lancifolius är en orkidéart som beskrevs av Achille Richard. Peristylus lancifolius ingår i släktet Peristylus och familjen orkidéer. Inga underarter finns listade i Catalogue of Life.